# تشكنه
تشكنه (بالفارسية: چکنه) هي مدينة تقع في إيران في Sarvelayat District. يقدر عدد سكانها بـ 1,363 نسمة .